# 都拉斯
都拉斯（阿爾巴尼亞語發音：[ˈdu:rəs]），阿尔巴尼亚第二大城市，位于阿尔巴尼亚西部亚得里亚海畔，距首都地拉那31千米，是都拉斯州的首府，也是阿尔巴尼亚最为重要的经济与文化古城。市镇面积为338.30平方公里，人口数量为175,110人（2011年）。
都拉斯最早在公元前7世纪由来自科林斯和科孚的古希腊殖民者所建立，被称为“埃庇丹努斯”，此后在罗马帝国及拜占庭帝国治下进一步发展。埃格纳提亚大道始于都拉斯，并穿过巴尔干半岛通向东部的君士坦丁堡，是罗马阿皮亚大道在东方的进一步延伸。中世纪晚期，该城在保加利亚人、威尼斯人及奥斯曼土耳其人之间反复易手。
在阿尔巴尼亚独立之后，都拉斯曾短暂成为阿尔巴尼亚亲王国的首都，但很快在战间期被意大利王国及纳粹德国所吞并。此外，该市在阿尔巴尼亚社会主义时期发展迅速，人口与经济规模都得到了成倍增长。
都拉斯市内的都拉斯港，是亚得里亚海沿岸最大的海港之一，并将该市与意大利及其它邻近国家连接起来。都拉斯市内主要的景点包括名列联合国教科文组织遗产名录的都拉斯露天竞技场，它始建于图拉真统治之下的罗马帝国，是巴尔干半岛上最大的罗马露天竞技场，一度可以容纳20,000人。

## 名称
都拉斯曾在青铜时代被称作埃庇丹努斯（希臘語：Επίδαμνος，Epidamnos），在罗马帝国及拜占庭帝国时期则称为都拉基乌姆（Dyrrachium），今意大利语作都拉佐（義大利語：Durazzo，義大利語發音：[duˈrattso]）。

## 歷史
都拉斯臨亞得里亞海，是阿爾巴尼亞屈指可數的港口都市。都拉斯始建于古希臘時期，是天然良港。東羅馬帝國時期，都拉斯取得了巨大的發展，是連接帝國和西歐的重要港口。並且有通往阿爾巴尼亞內陸地區的鐵道。
1985年，阿尔巴尼亚社会主义人民共和国最高领导人恩维尔·霍查去世后，都拉斯一度改名為都拉斯-恩维尔·霍查，直到1991年恢复原名。阿尔巴尼亚劳动党政权垮台后的數年，當時許多阿爾巴尼亞人就是從都拉斯乘坐船隻逃往其他西歐國家。隨著近年阿爾巴尼亞治安及政局穩定下來，以及政府經濟改革漸見成效，現時這個出逃情況已明顯改善，甚至有阿爾巴尼亞人開始回流阿爾巴尼亞的情況。另外在1996至1999年科索沃戰爭期間，都拉斯也接納許多來自科索沃的阿爾巴尼亞人難民，並且修建了許多人道設施。都拉斯是阿爾巴尼亞重要的觀光都市，市內有海水浴場，吸引了許多來自國內和國際的觀光客到訪。此外都拉斯市內有不少在阿爾巴尼亞共產時期興建的碉堡，現在有不少碉堡被政府活化為市民社區活動舉辦場所及博物館。都拉斯還有眾多文化設施。

## 地理
都拉斯是阿爾巴尼亞西部沿岸城市，與阿爾巴尼亞西南部沿岸城市薩蘭達一樣都拉斯的氣候相對較阿爾巴尼亞的內陸城市溫和舒適。都拉斯因受亞得里亞海的洋流沖積作用而擁有許多海灘和石灘，是阿爾巴尼亞人假日的休閒地點。

## 氣候
都拉斯擁有典型的地中海氣候，夏季炎熱乾燥少雨，冬季涼爽多雨。都拉斯的平均海水溫度從二月份的14°C（57°F）到八月份的26°C（79°F）。都拉斯的夏天從五月開始到十月中旬。
沿海平原南部的地中海氣候相對乾燥，夏季炎熱，平均氣溫26°C（79°F）。冬季溫和濕潤，平均氣溫為9.8°C（49.6°F）。年平均降水量為800至1,300毫米（31.5至51.2英寸），但在6至9月份只降下全年12％的降水量。在這個地區種植了許多作物（穀物，經濟作物，蔬菜，牧草等），還有柑橘和橄欖樹。
| 都拉斯            | 都拉斯      | 都拉斯      | 都拉斯      | 都拉斯      | 都拉斯      | 都拉斯      | 都拉斯      | 都拉斯      | 都拉斯      | 都拉斯      | 都拉斯      | 都拉斯      | 都拉斯       |
| 月份              | 1月         | 2月         | 3月         | 4月         | 5月         | 6月         | 7月         | 8月         | 9月         | 10月        | 11月        | 12月        | 全年         |
| ----------------- | ----------- | ----------- | ----------- | ----------- | ----------- | ----------- | ----------- | ----------- | ----------- | ----------- | ----------- | ----------- | ------------ |
| 平均高温 °C（°F） | 11.4 (52.5) | 12.5 (54.5) | 14.9 (58.8) | 18.3 (64.9) | 22.6 (72.7) | 26.5 (79.7) | 28.7 (83.7) | 28.8 (83.8) | 26.0 (78.8) | 21.4 (70.5) | 16.6 (61.9) | 13.3 (55.9) | 20.1 (68.1)  |
| 日均气温 °C（°F） | 8.1 (46.6)  | 9.0 (48.2)  | 10.9 (51.6) | 14.0 (57.2) | 18.1 (64.6) | 21.8 (71.2) | 23.8 (74.8) | 23.9 (75.0) | 21.2 (70.2) | 17.2 (63.0) | 13.0 (55.4) | 9.9 (49.8)  | 15.9 (60.6)  |
| 平均低温 °C（°F） | 4.8 (40.6)  | 5.6 (42.1)  | 6.9 (44.4)  | 9.7 (49.5)  | 13.6 (56.5) | 17.2 (63.0) | 19.0 (66.2) | 19.0 (66.2) | 16.5 (61.7) | 13.0 (55.4) | 9.5 (49.1)  | 6.5 (43.7)  | 11.8 (53.2)  |
| 平均降水量 mm（） | 132 (5.2)   | 107 (4.2)   | 99 (3.9)    | 81 (3.2)    | 68 (2.7)    | 41 (1.6)    | 26 (1.0)    | 36 (1.4)    | 71 (2.8)    | 112 (4.4)   | 160 (6.3)   | 131 (5.2)   | 1,064 (41.9) |
| 来源：            |             |             |             |             |             |             |             |             |             |             |             |             |              |

## 交通

### 鐵路
設有來往地拉那至該市的火車服務。

### 巴士
設有長途巴士、過境巴士和市內巴士服務。

### 小巴
設有長途小巴和市內小巴服務。

### 渡輪
設有跨國（來往意大利、斯洛文尼亞及克羅地亞）的渡輪服務。